# Aldeburgh
Aldeburgh is een civil parish in het bestuurlijke gebied East Suffolk, in het Engelse graafschap Suffolk. De plaats telt 2793 inwoners.
Aldeburgh is de geboorteplaats van de dichter George Crabbe (1754-1832). De componist Benjamin Britten en zijn partner, de tenor Peter Pears, vestigden zich hier in 1947. Britten overleed er in 1976, Pears in 1986.
Ieder jaar in juni vindt het Aldeburgh Festival of Music and the Arts plaats, vooral gewijd aan klassieke muziek. Het festival is in 1948 voor het eerst gehouden. De initiatiefnemers waren Britten en Pears.